# Попово (Грчка)
Попово (грч. Μυριόφυτο, Мириофито) је насељено место у општини Кукуш у периферији Средишња Македонија, Грчка. Према попису из 2021. године било је 398 становника.
Према бугарском географу и историчару, Василу Канчову, у Попову је 1900. године живело 360 Словена хришћана и 40 Турака. Током Другог балканског рата грчка војска је запалила село а већина словенског становништва је протерана (већи део се настанио у Струмици, мањи у Бугарској). На њихово место су смештене гркоманске словенске породице из Честева код Валандова, које су се после Првог светског рата вратиле у своје село, док је још 25 локалних Словена принудно исељено у Бугарску. На место словенског и турског становниства насељене су грчке избегличке породице, којих је 1928. заједно са неколико словенских породица било 473. Исте године је подигнуто насеље Ново Попово где је пресељено 93 мештана.